# Josip Jurca
Josip Jurca-Matičkov, slovenski pravnik, notar, stenograf in prevajalec, * 10. april 1884, Kopriva, Sežana, † 7. december 1963, Ljubljana.
Josip Jurca se je rodil Matičkovih v Koprivi očetu Vincencu Jurci, kamnarju, in materi z dekliškim priimkom Petrič - Zgončanovi iz Dutovelj. Revna hišica Matičkovih, ki je imela številko 20 in je stala med hišama Micnih in Povletovih, desno od današnjega spomenika padlim in žrtvam druge svetovne vojne, je bila med drugo svetovno vojno podrta, po vojni so podrli še hišo Micnih, podrtija Povletovih pa še stoji.
Matičkov Jožk je obiskoval enorazredno ljudsko šolo v Koprivi, ki je bila sprva še tako imenovana potovalna šola, v kateri je potekal pouk samo tri dni na teden. Njegova mati in koprivski kaplan, Gorenjec Peter Švegelj, ki je videl, da je fant nadarjen, sta sklenila, da mora naprej v »latinske šole«. Zato ga je Švegelj še osebno poučeval v slovenščini, nemščini in računstvu in tako je Jožk leta 1896 opravil izpit iz nemščine in dobil odpustnico iz šole, ki je medtem napredovala v enorazredno ljudsko šolo.
Takrat je v Koprivi poučeval razredni učitelj Ivan Burdian.65 Pri dvanajstih letih je bil že prost šolske obveznosti in po mnenju svojega mentorja »dovolj podkovan za sprejem na gimnazijo«. Potem se je z njegovim posredovanjem in pomočjo vpisal na gimnazijo v Kranju in leta 1905 kot prvi med odličnjaki na njej opravil zrelostni izpit. Z zrelostnim spričevalom, ubožnim listom in drugimi osebnimi listinami, s hranilno knjižico »in z najboljšimi nadami za bodočnost« se je v oktobru 1905. leta napotil na Dunaj in tam vpisal študij prava. Med študijem je šel eno leto za občinskega tajnika in uradnika posojilnice in hranilnice v Marezigah, da si je zaslužil nekaj denarja za nadaljevanje študija, in leta 1911 opravil drugega od treh državnih izpitov. Istega leta se je kot notarski kandidat za krajši čas zaposlil pri sežanskem notarju dr. Albertu Rumerju, po silvestrovem pa je šel k notarju Arturju Lokarju v Ajdovščino. Tam se je seznanil z Marico, hčerjo tamkajšnjega posestnika in hotelirja Franceta Bratine, in se leta 1913 oženil z njo.
Naslednje leto se je začela prva svetovna vojna, on pa je srečno prebil vse vojne nevarnosti, ker je služil vojaščino v zaledju. V letih po vojni, ko je Slovensko Primorje prišlo pod Italijo in se je na oblast povzpel fašizem, je postajalo življenje za narodnjaka Jurco iz leta v leto neznosnejše, zato se je na silvestrovo leta 1931, v času svetovne gospodarske krize, z ženo in hčerko edinko Jaromilo odselil v »obljubljeno deželo«, v Jugoslavijo. Najprej si je našel službo debatnega stenografa v Beogradu, potem kot notarski kandidat v Odžacih v Vojvodini.
Opravil je še manjkajoči mu tretji državni izpit in strokovni notarski izpit, tokrat v Ljubljani. Po končanem študiju je bil notar v Ajdovščini. Med obema vojnama stenograf v Beogradu in Ljubljani.
Ko je napočila druga svetovna vojna, se je preselil v Ljubljano in si tam našel administrativno službo v trgovskem oddelku banske uprave. Po koncu vojne se je kmalu upokojil, a je še zmerom dosti delal: kot debatni stenograf v republiški skupščini in nadaljeval s prevajanjem leposlovnih del, česar se je lotil že v mladih letih.
Po 2. svetovni vojni pa pravni zastopnik pri založbi DZS
Leta 1962 mu je umrla žena, kot vdovec pa je v okrevališču pri Kranju spoznal sorodno dušo, slepo Dubrovčanko Pavlo, in se pri devetinsedemdesetih letih oženil z njo. Umrl je 2. februarja 1973 v Ljubljani, kjer je živel na Titovi cesti 113.
V slovenščino je prevajal iz francoščine,  italijanščine, latinščine, ruščine in srbohrvaščine. Med drugimi deli je prevedel tudi Pisma iz pregnanstva (COBISS) Publija Ovidija Nase. 
Na seznamu njegovih prevodov so dela Turgenjeva, Puškina, de Amicisa, Carduccija. Iz izvirnika je prevedel tudi Ovidova Pisma iz pregnanstva, Žalostinke in Pontska pisma.
V svojem štiriinosemdesetem letu je pisal knjigo svojih spominov Težka pot. Z vztrajnim prizadevanjem in krepko voljo jih je pisal na pisalni stroj, čeprav je nazadnje skoraj popolnoma oslepel. Ti in drugi spominski zapisi so napisani v prijetnem literariziranem slogu in v lepem, sočnem jeziku, začinjenem z domačimi reki in pregovori ter latinskimi modrostmi. V njih pove marsikaj zanimivega tudi o domači vasi, o nekaterih njenih
prebivalcih ter o življenju in razmerah v njej konec 19. in na začetku 20. stoletja.
```
. 
```

## Dela
- Amicis, Edmondo de. Furij novela / prevel Josip Jurca. Ljubljana: I.Kleimayr, F.Bamberg, 1911.
- Kravčinskij, Sergej Michailovič. Hiša ob Volgi / prevel Josip Jurca. Ljubljana: Katoliška bukvarna, 1906.
- Turgenjev, Ivan Sergejevič. Stepni kralj Lear / prevel Josip Jurca. Ljubljana: Katoliška bukvarna, 1906.
- Puškin, Aleksandr Sergejevič. Jetnik / prevel Josip Jurca. V: Koledar Goriške Matice, 1921 Št.2, str. 84.
- Carducci, Giosue.Jutro v planinah / prevel Josip Jurca. V: Koledar Goriške Matice, 1922 Št.3, str. 65.
- Josip Jurca. Za naša krajevna imena V: Edinost (Trst) Leto 1920, letnik 45 (št. 201).
- Josip Jurca. Bovec V: Edinost (Trst) Leto 1920, letnik 45 (št. 222).
- Josip Jurca. Dutovlje V: Edinost (Trst) Leto 1920, letnik 45 (št. 239).
- Josip Jurca. Samopisna oporoka V: FEIGEL, Damir, Faraon v fraku in drugi spisi, Edinost, Trst 1929, str. 103–106.
- Josip Jurca. Vojni odmevi V: Koledar Goriške matice 1921, letnik 2, str. 20–21, 27, 84.